# Aguasal
Aguasal település Spanyolországban, Valladolid tartományban. Aguasal Villaverde de Íscar, Llano de Olmedo, Fuente-Olmedo, Bocigas, Olmedo, Pedrajas de San Esteban és Íscar községekkel határos. Lakosainak száma 19 fő (2024).

## Népesség
A település lakosságának változását az alábbi diagram mutatja:
| Lakosok száma | 28   | 25   | 27   | 32   | 29   | 26   | 24   | 19   | 19   | 19   |
|               | 2001 | 2004 | 2007 | 2009 | 2012 | 2014 | 2017 | 2019 | 2022 | 2024 |